# Liste der Boroughs und Census Areas in Alaska

Der US-Bundesstaat Alaska ist im Gegensatz zu den anderen Bundesstaaten (ausgenommen Louisiana) nicht in Countys unterteilt. Die entsprechenden Verwaltungseinheiten heißen in Alaska Boroughs. Gebiete, die keinem der 19 „organisierten“ Boroughs zugeordnet sind, sind Teil des Unorganized Borough, der in 11 sogenannte Census Areas aufgeteilt ist. Der Unterschied besteht darin, dass die Grenzen der Census Areas vom United States Census Bureau, nicht vom Staat Alaska festgelegt werden. Eine Census Area hat keine eigenen Verwaltungsorgane und daher auch keine Hauptstadt. Die Stadt Anchorage stellt eine unabhängige Verwaltungseinheit dar.

## Boroughs
- Aleutians East Borough
- Anchorage Municipality
- Bristol Bay Borough
- Denali Borough
- Fairbanks North Star Borough
- Haines Borough
- Juneau City and Borough
- Kenai Peninsula Borough
- Ketchikan Gateway Borough
- Kodiak Island Borough
- Lake and Peninsula Borough
- Matanuska-Susitna Borough
- North Slope Borough
- Northwest Arctic Borough
- Petersburg Borough
- Sitka City and Borough
- Municipality of Skagway Borough
- Wrangell City and Borough
- Yakutat City and Borough
- Unorganized Borough

## Census Areas
- Aleutians West Census Area
- Bethel Census Area
- Chugach Census Area
- Copper River Census Area
- Dillingham Census Area
- Hoonah-Angoon Census Area
- Kusilvak Census Area
- Nome Census Area
- Prince of Wales-Hyder Census Area
- Southeast Fairbanks Census Area
- Yukon-Koyukuk Census Area